# Полдневая (Полевской муниципальный округ)
Полднева́я — село в Полевском муниципальном округе Свердловской области России. Ранее было центром Полдневского сельсовета города Полевского.

## Географическое положение
Село Полдневая расположено в 22 километрах (по автодороге в 26 километрах) к югу от города Полевского, по обоим берегам реки Полдневая Чусовая, в устье правого притока реки Стебенёвки. В селе находится одноимённая станция Полдневая Свердловской железной дороги направления Екатеринбург — Челябинск. Почва глинистая и каменистая. Рядом с селом расположена гора Липовая.

## История села
Происхождение названия села может объясняться расположением, когда «полдня прошло, и солнце как раз на главной улице». Но вероятней всего поселение было названо по реке – Полдневскою, а река названа так потому, что течет с полуденной, то есть с южной стороны.
Поселение было основано в 1735 году как деревянная крепость для защиты от башкирских набегов на близлежащие казённые заводы: Полевский и Северский. Долгое время являлась самой южной пограничной крепостью на Среднем Урале. Но после укрепления русского влияния в Башкирии оно утратило свои оборонительные функции, превратившись в обычное поселение. С 1760-х годов жители были приписаны к Полевскому заводу. Жители села — это бывшие мастеровые округа Сысертских  заводов, главным занятием которых были куренные и приисковые старательские работы.
В окрестностях добывали хромистый железняк, золото, платину, самоцветы (хризолиты). Занимались обжигом древесного угля и гончарным промыслом.
При советской власти добывался известняк для Камского целлюлозно-бумажного комбината, имелся большой леспромхоз, животноводческие фермы третьего отделения совхоза Северский. В 1928 году был построен один из первых сельских клубов на Среднем Урале.

## Николаевская церковь
Каменная однопрестольная церковь была заложена 7 сентября 1844 года по благословенной грамоте Аркадия, Архиепископа Пермского и Верхотурского, а освящена во имя святого Николая, архиепископа Мирликийского 29 января 1856 года по благословению Преосвященного Ионы. В начале XX века в церкви находился четырёхставный иконостас, столярной работы, над вторым ставом была резная золоченая решетка. В храме имелась местночтимая икона святого Николая, писаная на доске и обложенная серебряной позолоченной ризой. Причт жил в двух деревянных домах, принадлежащих церкви. Церковь была закрыта в 1938 году, а в советское время в здании размещался магазин.

## Школа
В 1872 году было открыто земское начальное училище, но в 1884 году за неудобством помещения школа была закрыта. В 1887 году, с постройкой нового удобного здания, земская школа была открыта вновь.

## Фотографии
- Полдневая с высоты птичьего полёта

## Население
| 2002 | 2010  |
| ---- | ----- |
| 1596 | ↘1427 |

В селе родился Герой Советского Союза Сергей Петрович Даньшин (1911–1943), командир эскадрильи, совершившего в годы Великой Отечественной войны 201 боевой вылет.